# Герхард IV фон Бланкенхайм
Герхард IV фон Бланкенхайм (на немски: Gerhard IV von Blankenheim; на латински: Gerhardus de Blankenheim; * пр. 1203; † пр. 1 май 1248) е господар на Бланкенхайм в Айфел.

## Произход и брак
Той е син на Герхард III фон Бланкенхайм (* пр. 1176; † сл. 1197/1203) и съпругата му, за която няма сведения. Внук е на господар Герхард II фон Бланкенхайм († сл. 1174). Брат е на Конрад, господар на Шлайден († сл. 1223/1258), Фридрих († сл.1216) и Дитрих фон Бланкенхайм († сл. 1229).
Герхард IV се жени за дъщеря от фамилията на графовете на Юлих. През 1272 г. неговият внук Герхард V фон Бланкенхайм († 1309) се жени за жена от фамилията на графовете на Люксембург и така се сродява с императорската фамилия Люксембург. През 1380 г. фамилията фон Бланкенхайм е издигната на графове.

## Фамилия
Герхард IV се жени за Юта фон Хаймбах-Хенгенбах († сл. 1252), дъщеря на Еберхард II фон Хенгенбах, господар фон Хаймбах, фогт фон Ховен († сл. 1218), и Юта фон Юлих († 1218), дъщеря на граф Вилхелм I фон Юлих († сл. 1176). Те имат децата:
- Фридрих I фон Бланкенхайм († сл. 1275), женен за Мехтилд фон Близкастел († сл. 1258)
- Готфрид († 1272/1274)
- Дитрих († сл. 1265)
- Герхард († сл. 1252)
- Юта фон Бланкенхайм († пр. 1252), омъжена за Дитрих II фон Изенбург-Кемпених († ок. 1251).